# Tenner Lajos
Tenner Lajos (angolul: Louis Tenner; Magyarország, 1832 vagy 1833 — New York, N.Y., USA, 1902 után) emigráns magyar és amerikai szabadságharcos.

## Élete
Tenner Lajos vagy apja magyar szabadságharcos tevékenységének nem bukkantunk nyomára. Tenner Lajos 1852-ben már New Yorkban lakott. Részt vett a magyar kolónia közéletében, neve szerepel a Magyar Száműzöttek Lapjában. Az amerikai polgárháború kezdetén belépett a New York-i Garibaldi Guard-ba hadnagyi beosztásban. Az első nagy ütközetekben a Garibaldi Guard erősen felmorzsolódott, s beolvadt a 39. New York-i önkéntes gyalogezredbe, ebbe lépett át Tenner Lajos, itt 1861 július 26-án járt le szolgálati ideje. Néhány hónap múlva a 7. számú New Jersey- gyalogezred „B” századához került századosi rangban. 1862 április 15-én szerelt le végleg századosi rangban. Az emigráns magyarok közéletében továbbra is részt vett, adat van arról, hogy Kossuth Lajos születésének 100. évfordulója alkalmából, 1902-ben a magyar nemzeti díszzászló fogadásánál egyike volt a rendező bizottság tagjainak.